# Prince Albert (Saskatchewan)
Pour les articles homonymes, voir Prince Albert.
Prince Albert est une ville de la Saskatchewan, au Canada. Elle est la troisième plus grande ville de la province, derrière Regina et Saskatoon, mais avant Moose Jaw. La ville se situe au centre géographique de la Saskatchewan, sur les rives de la rivière Saskatchewan Nord. La population de la ville est de 37 756 habitants en 2021.

## Géographie
Prince Albert est une ville importante corrélativement à la population de la province. Elle est d'ailleurs connue comme étant la « Porte du Nord », vu qu'elle constitue la dernière grande agglomération sur les routes de la province, avant d'atteindre de plus petites localités et les lieux d'extraction de ressources naturelles du nord de la Saskatchewan.
La ville constitue la frontière entre deux biomes d'importance de la Saskatchewan, soit celui de la forêt-parc à trembles au sud et celui de la forêt boréale au nord. Le parc national de Prince Albert se trouve d'ailleurs à 80 kilomètres au nord de la ville.
La ville est entourée par la municipalité rurale Prince Albert No 461 et en constitue le chef-lieu, bien qu'elle n'en fasse pas administrativement partie.

## Démographie
| 1991   | 1996   | 2001   | 2006   |
| ------ | ------ | ------ | ------ |
| 34 181 | 34 777 | 34 291 | 34 138 |

| 2011   | 2016   | 2021   | - |
| ------ | ------ | ------ | - |
| 35 129 | 35 926 | 37 926 | - |

## Climat
Le climat de Prince Albert est classé Dfb dans la classification de Köppen : c'est un climat continental, relativement humide avec des étés tempérés.
| Mois                                  | jan.      | fév.       | mars       | avril      | mai        | juin      | jui.      | août      | sep.       | oct.       | nov.      | déc.       | année          |
| ------------------------------------- | --------- | ---------- | ---------- | ---------- | ---------- | --------- | --------- | --------- | ---------- | ---------- | --------- | ---------- | -------------- |
| Température minimale moyenne (°C)     | −23,1     | −19,9      | −12,7      | −3,1       | 3,3        | 8,7       | 11,5      | 9,9       | 4          | −2,6       | −11,8     | −20,1      | −4,7           |
| Température moyenne (°C)              | −17,3     | −13,8      | −6,8       | 3,3        | 10,4       | 15,3      | 18        | 16,7      | 10,5       | 3,1        | −7,2      | −14,8      | 1,4            |
| Température maximale moyenne (°C)     | −11,4     | −7,7       | −0,9       | 9,8        | 17,5       | 21,8      | 24,3      | 23,4      | 17,1       | 8,8        | −2,7      | −9,4       | 7,5            |
| Record de froid (°C) date du record   | −55 1886  | −56,7 1893 | −45,6 1962 | −33,9 1954 | −16,1 1907 | −4,4 1947 | 0,6 1886  | −5,6 1886 | −15,6 1961 | −26,1 1951 | −45 1884  | −49,4 1886 | −56,7 1/2/1893 |
| Record de chaleur (°C) date du record | 12,8 1926 | 12,8 1916  | 20 1910    | 32,2 1952  | 35,6 1936  | 38,8 1988 | 39,4 1941 | 36,7 1940 | 36,1 1967  | 30,6 1943  | 19,4 1949 | 11,1 1901  | 39,4 19/7/1941 |
| Ensoleillement (h)                    | 93,9      | 126,5      | 175,9      | 225,1      | 269,2      | 275       | 297,7     | 289,7     | 187,1      | 136,1      | 78        | 74,7       | 2 229          |
| Précipitations (mm)                   | 16,2      | 11,8       | 18,1       | 27,4       | 44,7       | 68,6      | 76,6      | 61,6      | 43,4       | 26,1       | 16,6      | 16,7       | 427,7          |
| dont neige (cm)                       | 19,4      | 13,6       | 19,2       | 10,5       | 3,1        | 0         | 0         | 0         | 1,5        | 11,6       | 16,3      | 18,8       | 113,9          |
| Nombre de jours avec précipitations   | 10,1      | 7,6        | 8,5        | 9,2        | 10,4       | 12,9      | 14        | 10,9      | 9,7        | 9          | 8,5       | 10,4       | 121,3          |
| Humidité relative (%)                 | 58,7      | 65,2       | 60,9       | 46,9       | 41,6       | 47,8      | 52        | 49,8      | 50,6       | 56,2       | 69,8      | 71,6       | 56,8           |
| Nombre de jours avec neige            | 10,6      | 8,3        | 7,8        | 4,4        | 1,1        | 0,1       | 0         | 0         | 0,6        | 3,4        | 7,9       | 10,6       | 54,7           |

| Diagramme climatique                                  |               |               |             |             |             |              |             |           |             |               |               |
| J                                                     | F             | M             | A           | M           | J           | J            | A           | S         | O           | N             | D             |
| −11,4−23,116,2                                        | −7,7−19,911,8 | −0,9−12,718,1 | 9,8−3,127,4 | 17,53,344,7 | 21,88,768,6 | 24,311,576,6 | 23,49,961,6 | 17,1443,4 | 8,8−2,626,1 | −2,7−11,816,6 | −9,4−20,116,7 |
| Moyennes : • Temp. maxi et mini °C • Précipitation mm |               |               |             |             |             |              |             |           |             |               |               |

## Administration
La municipalité a le statut de cité, elle est dirigée par un maire et huit conseillers.
| 1979-1987              | 1988-1993     | 1994 (intérim) | 1994-2003 | 2003-2006    | 2006-2012   | 2012-2024   | 2024-2028       |
| ---------------------- | ------------- | -------------- | --------- | ------------ | ----------- | ----------- | --------------- |
| Richard "Dick" Spencer | Gordon Kirkby | Iris Borrowman | Don Cody  | Jim Stiglitz | Jim Scarrow | Greg Dionne | Bill Powalinsky |
| [ 20 ]                 | [ 21 ]        | [ 21 ]         | [ 22 ]    | [ 23 ]       | ,           | [ 25 ]      | [ 26 ]          |

## Personnalité
- Thomas Horace Mac Guire (1849-1923), homme de loi, mort à Prince Albert.